# Megève
Megève es una comuna y localidad francesa situada en la región Auvernia-Ródano-Alpes, en el departamento de Alta Saboya, en el distrito de Bonneville.
Megève es también una importante estación de esquí y una de las localidades turísticas de invierno más destacadas de Francia.

## Topónimo
El topónimo de la localidad en francoprovenzal -la lengua regional de la zona-, Médzeve, del cual proviene el topónimo francés Megève, significa en medio (*medz < latín medium) de las aguas (ève < latín aquae), y se refiere a la situación intermedia de la localidad entre las cuencas fluviales de los ríos Arbon y Arly, o tal vez a  los torrentes que forman el Arly, los arroyos de Glapet y de Planay. 

## Geografía
Megève está situada en el corazón de los Alpes, en un puerto que separa las cuencas del Arly, al suroeste, y el Arbon, al noreste.

## Historia
Una leyenda que aún se mantiene viva en Megève atribuye la fundación de la localidad a Muffat y Grosset, quienes habrían matado a una víbora voladora que impedía a las gentes establecerse en aquel lugar y fundado allí Megève.
La historia moderna de Megève como centro turístico se remonta a la década de 1910, cuando la familia Rothschild hizo de ella su localidad de vacaciones. La intención era crear competencia francesa a la estación suiza de Saint-Moritz. Pronto Megève conoció el éxito como lugar de vacaciones entre la alta sociedad europea de la época.

## Demografía
| 2 271 | 2 519 | 2 561 | 2 334 | 2 774 | 2 737 | 2 584 | 2 305 | 2 375 | 1 824 | 1 860 | 1 832 | 1 845 | 1 765 | 1 727 | 1 770 | 1 798 | 1 746 | 1 557 | 1 532 | 2 232 | 2 914 | 3 743 | 3 695 | 4 401 | 4 929 | 5 209 | 5 255 | 4 750 | 4 509 | 4 139 |
| Para los censos de 1962 a 1999 la población legal corresponde a la población sin duplicidades (Fuente: INSEE [Consultar]) |       |       |       |       |       |       |       |       |       |       |       |       |       |       |       |       |       |       |       |       |       |       |       |       |       |       |       |       |       |       |

## Lista de alcaldes
- 1977-2008: Gérard Morand
- 2008-2014: Sylviane Grosset-Janin.
- 2014-2020: Catherine Jullien-Brèches.

## Hermanamientos
- Oberstdorf, desde 1970.